# Durbach
Durbach è un comune tedesco di 4 063 abitanti, situato nel land del Baden-Württemberg.